# Srimulyo (Air Salek)
Srimulyo is een bestuurslaag in het regentschap Banyuasin van de provincie Zuid-Sumatra, Indonesië. Srimulyo telt 3821 inwoners (volkstelling 2010).